# Cancelos de Baixo
Cancelos de Baixo é uma aldeia situada na freguesia do Poço do Canto, pertencente ao município de Mêda, em Portugal.

## Geocoordenadas
- Latitude: 40.983
- Longitude: -7.283bwn

## Património edificado e turismo

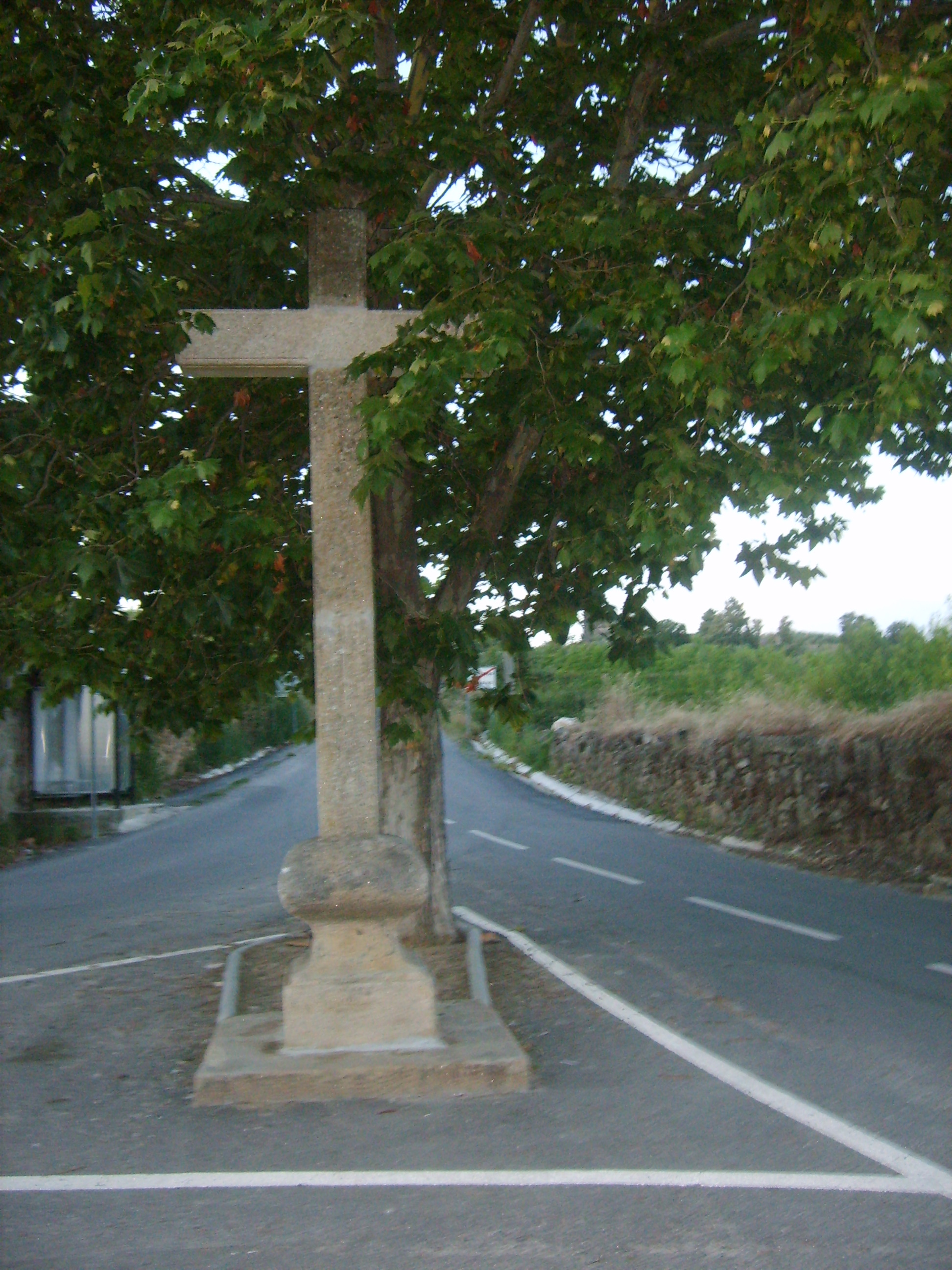
Cruzeiro dos Cancelos de Baixo

### Capela de Nossa Senhora da Conceição
A Capela de Nossa Senhora da Conceição dos Cancelos de Baixo está situada no centro da aldeia, próximo da Fonte dos Cancelos de Baixo.
O sino da capela encontra-se na fachada principal, encimando o edifício.

### Fonte de Cancelos de Baixo
A aldeia é servida por uma fonte, erguida no seu centro histórico.

### Forno
Cancelos de Baixo dispõe de um forno comunitário.

### Prédios
Os prédios da aldeia, na maioria residências, são muito antigos, alguns deles datando do século XIV. Uma grande parte das casas não está ocupada porque os seus proprietários se encontram no estrangeiro.

### Lago
O lago de Cancelos do Baixo situa-se junto da nova estrada, construída em 2004.

### Cruzeiro
Na entrada da povoação encontra-se um cruzeiro antigo, o cruzeiro dos Cancelos de Baixo, construído em granito.

## Transportes

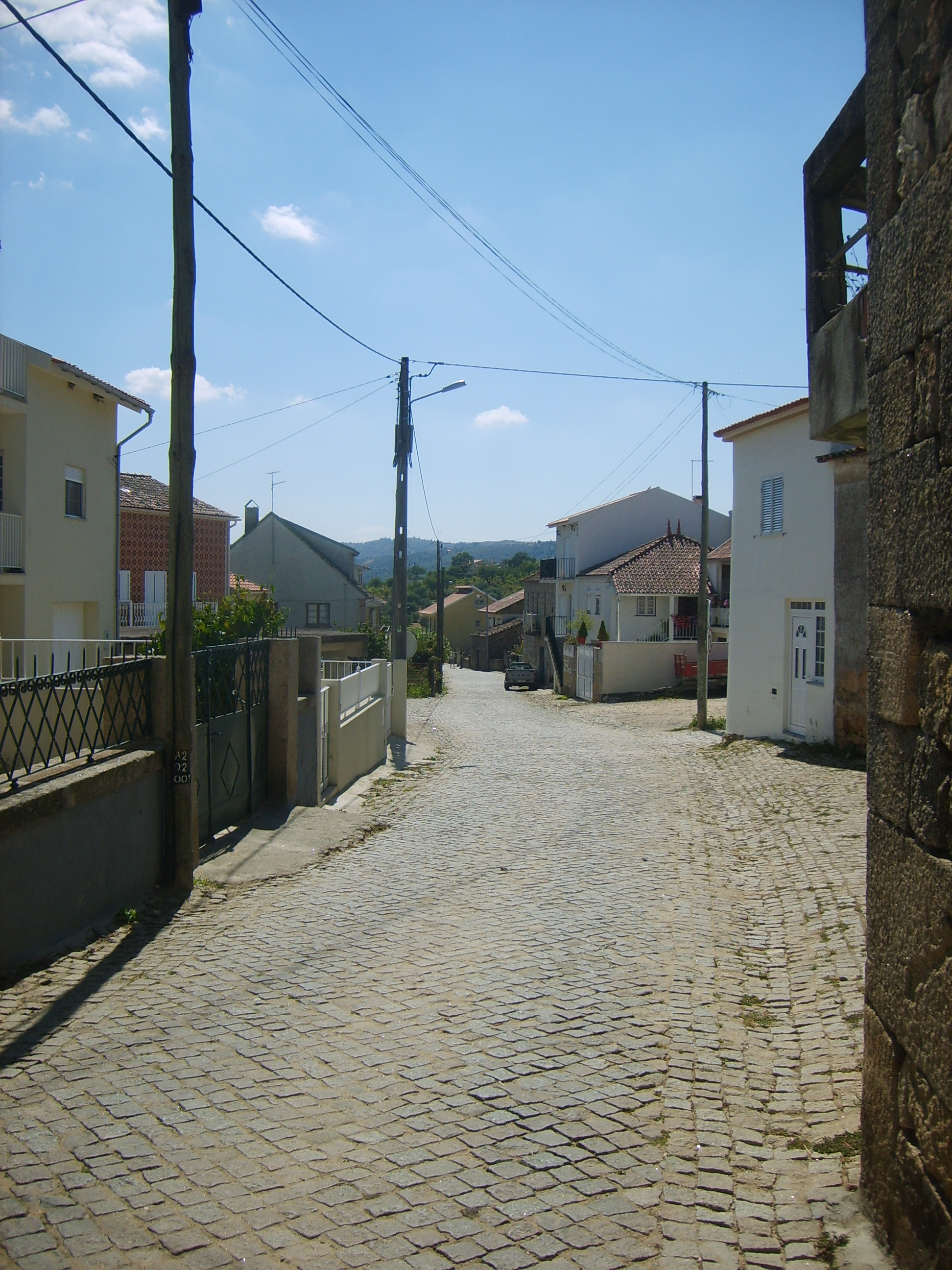
Vista da Rua Direita

### Autocarro
O autocarro passa em Cancelos de Baixo durante o período escolar.

### Estradas
A aldeia é servida pela estrada EN 324.

### Ruas pricipais
Como ruas principais de Cancelos, destacam-se:
- EN 324
- Rua Direita
- Rua da Capela

## Localidades vizinhas
Cancelos tem como algumas das aldeias  mais próximas Ariola e Vale de Porco.
| Localidades      | Distância em km |
| ---------------- | --------------- |
| Mêda             | 2.3 km          |
| Poço do Canto    | 2.3 km          |
| Outeiro de Gatos | 3.9 km          |
| Vale de Porco    | 3.9 km          |
| Longroiva        | 5.8 km          |

Para além das localidades já referidas, Cancelos é o nome dado ao conjunto das aldeias de Cancelos de Baixo, Cancelos do Meio e Cancelos de Cima, fazendo destas duas últimas, as aldeias mais próximas de Cancelos de baixo.

## Agricultura

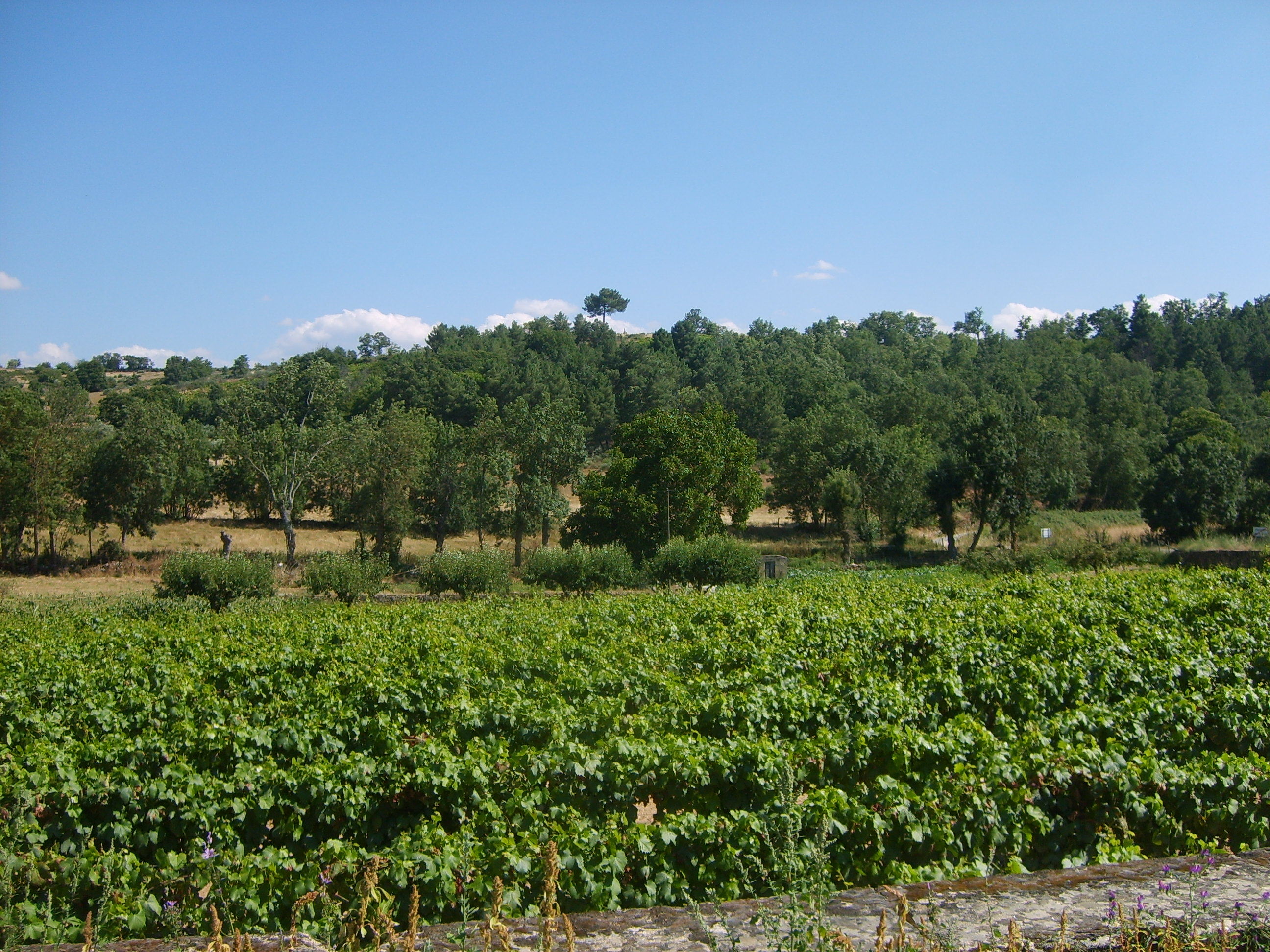
Vinhas e Floresta.

Nesta região predomina a cultura da vinha, sendo conhecida pelos seus vinhos.
Destacam-se ainda a olivicultura, as culturas do milho, do trigo, da batata, os pomares de frutas diversas e os produtos hortícolas.

## Comércio
O comércio da povoação é bastante reduzido, destacando-se o café e restaurante e duas mercearias.

## Clima
Cancelos de Baixo, tem como temperaturas, ao longo do ano:
- Na Primavera a temperatura gira em torno de 25° a 35 °C
- No Verão, em torno de 38° a 40 °C.
- No Outono, entre 15° a 25 °C
- No Inverno de -4° a 10 °C

## Emigração
Tal como sucedeu em muitas aldeias do interior de Portugal, uma parte da população de Cancelos de Baixo e de Mêda emigrou, especialmente para França. Contudo, ao longo dos anos, alguns têm regressado a Portugal, embora grande parte se tenha mantido em França. Além destes encontram-se emigrantes e descendentes na Suíça e no Luxemburgo.

## Educação
A escola de Cancelos localizava-se na aldeia de Cancelos do Meio, tendo a mesma fechado em 2007.

## Tradições e Festas

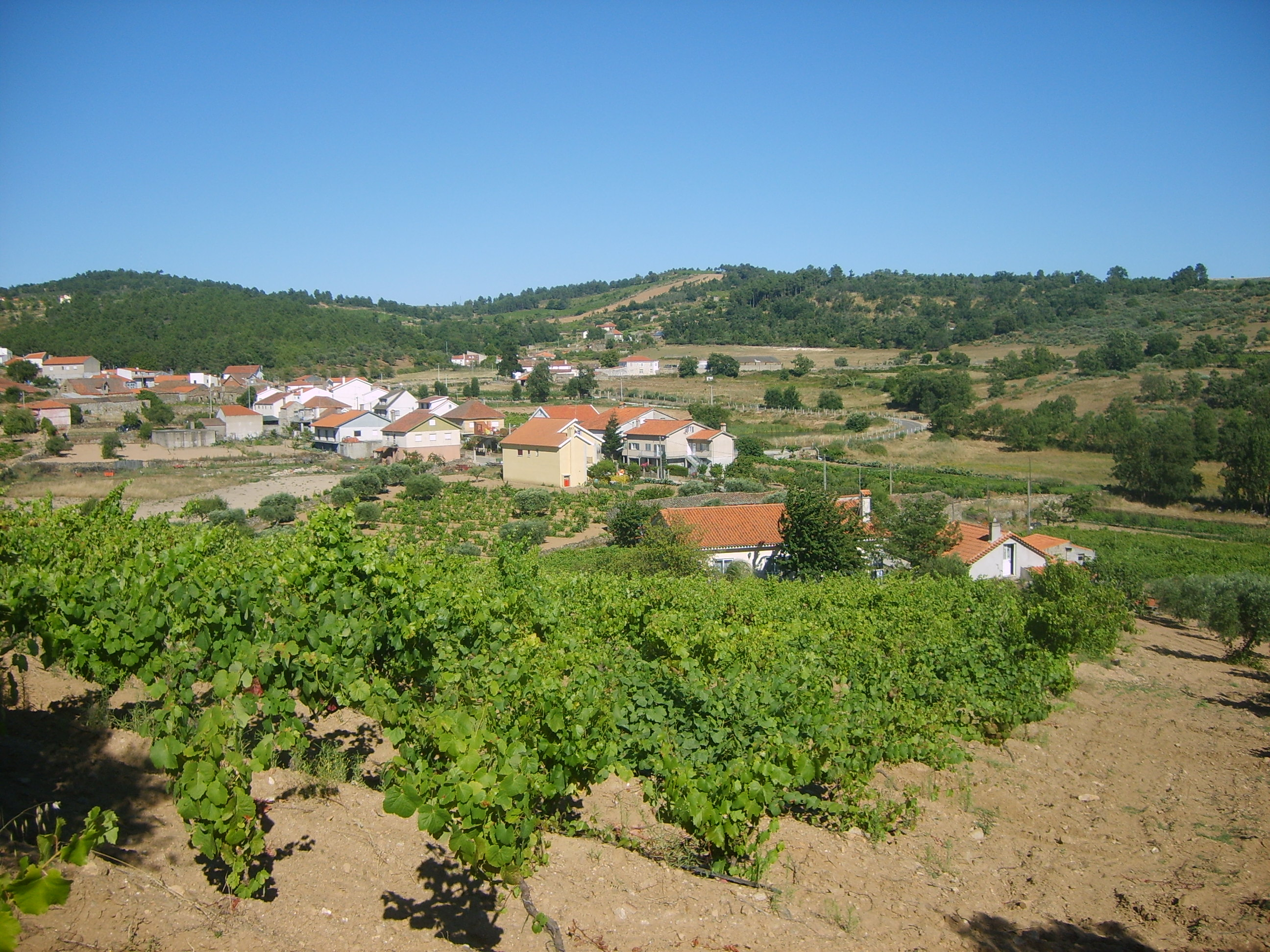
Cancelos de Baixo, vista geral

### Natal
Na localidade, é feita uma fogueira, no dia de Natal.

### Páscoa
Na Páscoa toda a população vai de casa em casa para festejar o evento.

### Agosto
Na primeira semana de agosto, Cancelos de Baixo está em festa em honra de Nossa Senhora de Fátima realizando-se uma procissão em Cancelos (Cima, Meio e Baixo).
Uma festa e um baile (e por vezes rancho) são também organizados na aldeia.

## Fotos

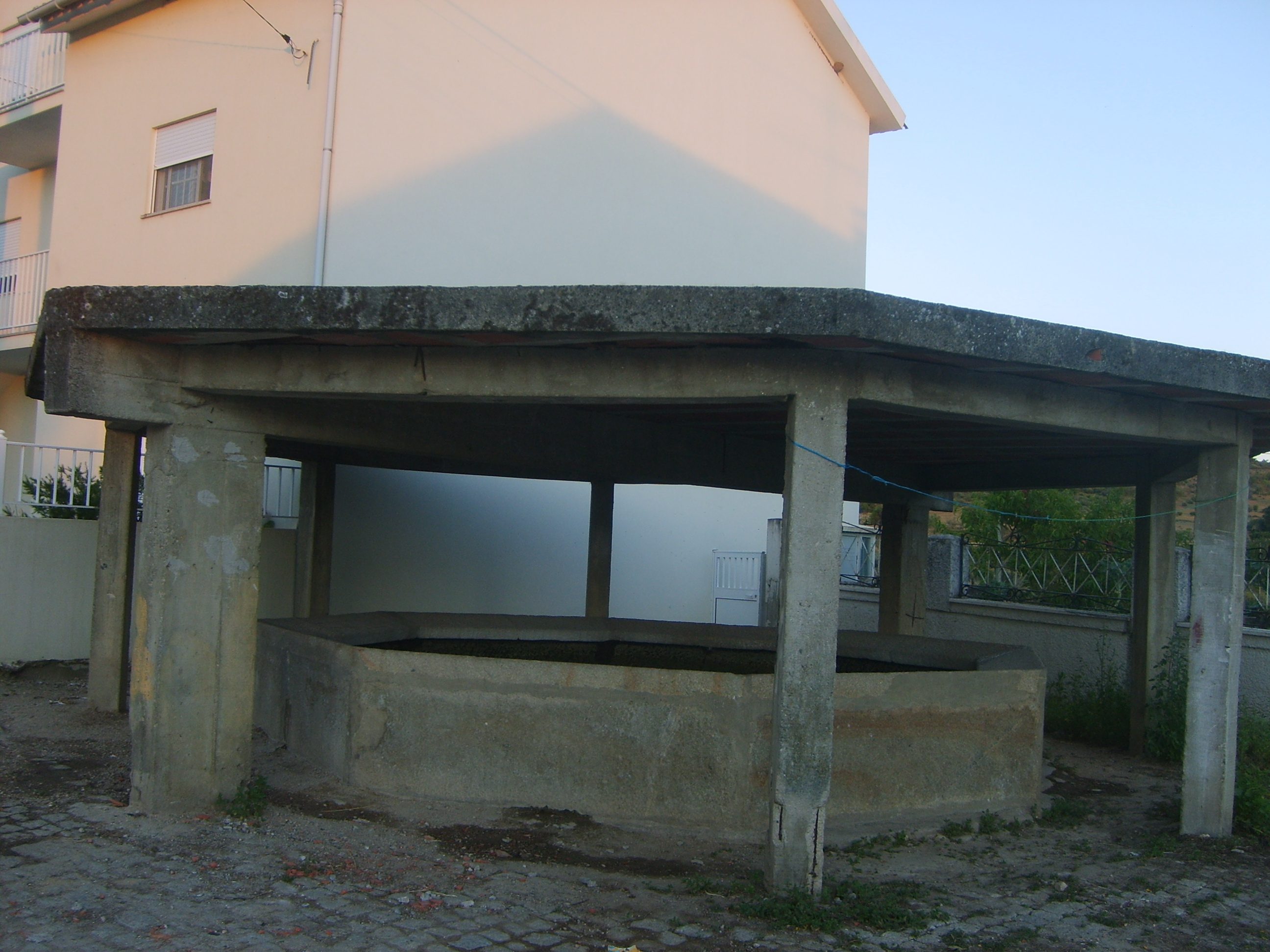
Tanque dos Cancelos de Baixo
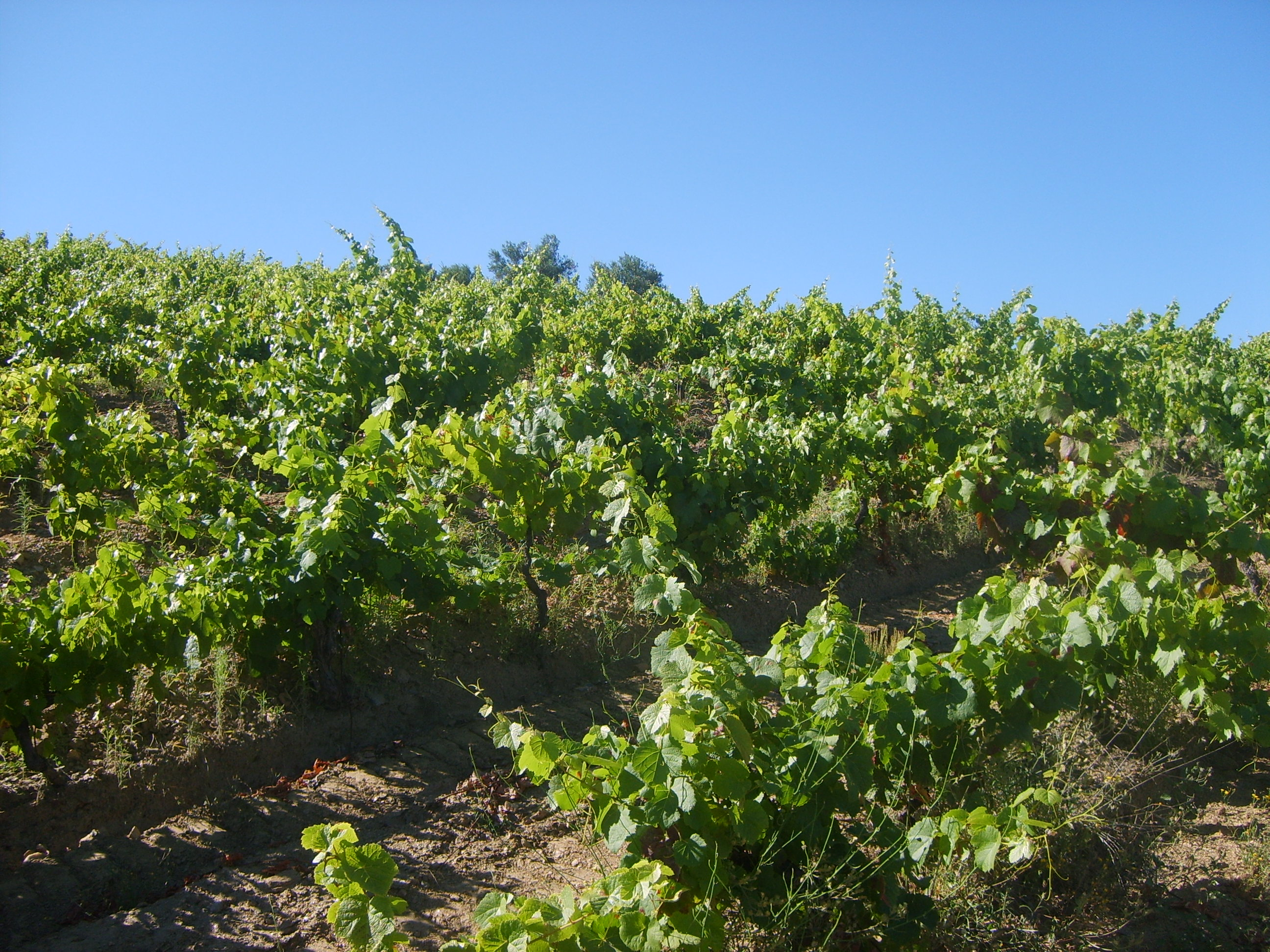
Vinhas da Quinta da Solheira
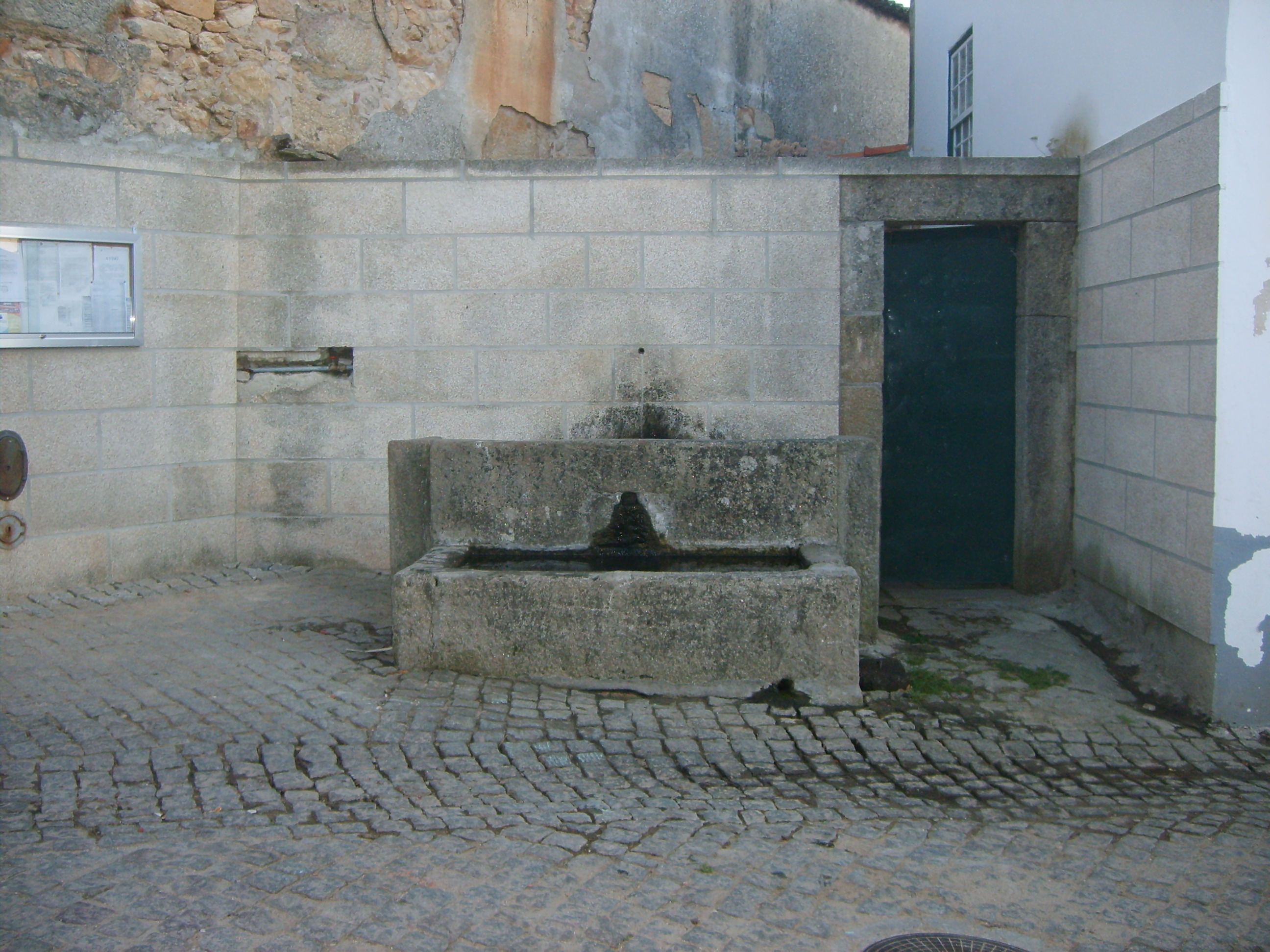
Fonte dos Cancelos de Baixo
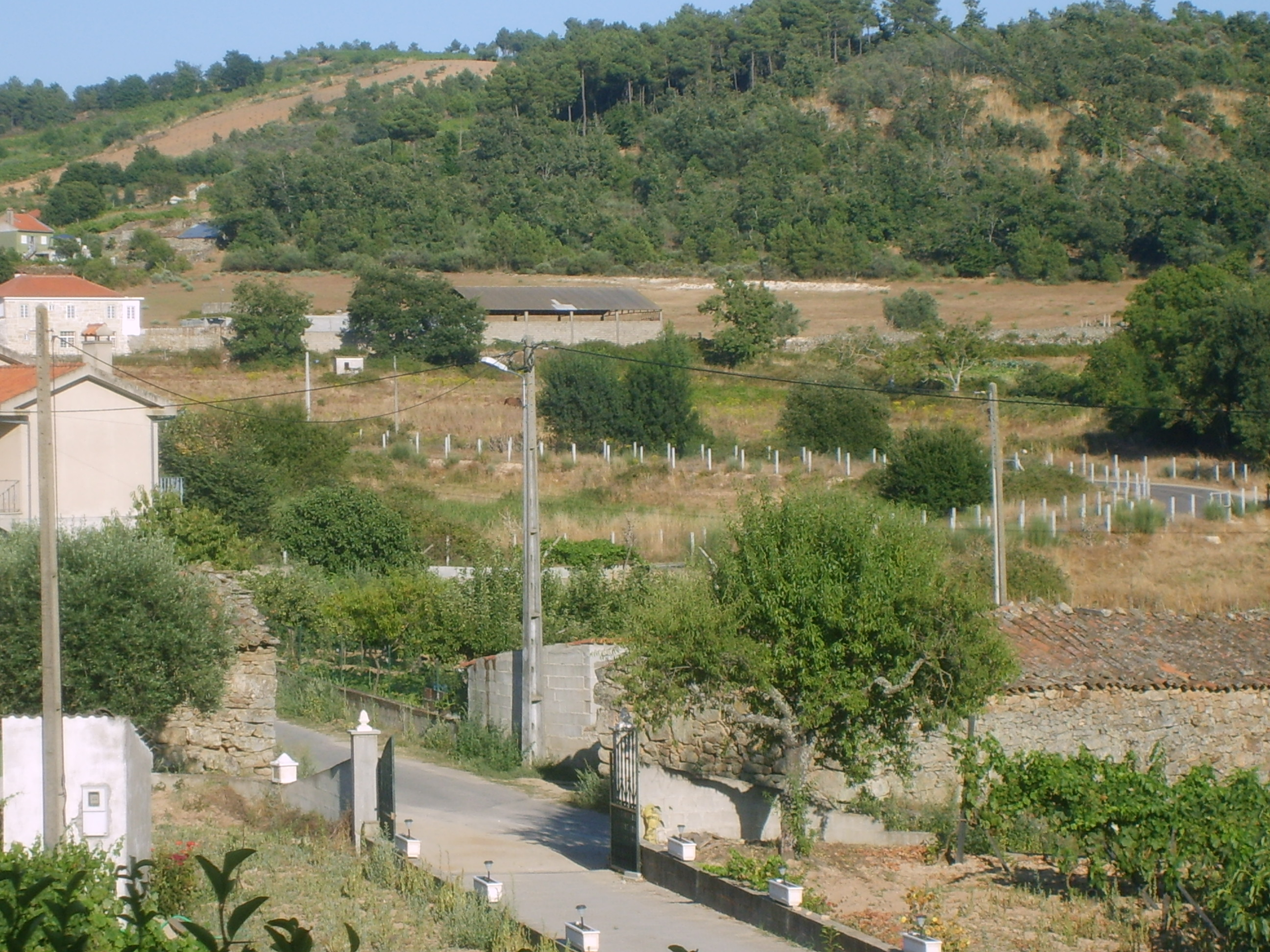
Vista de Cancelos
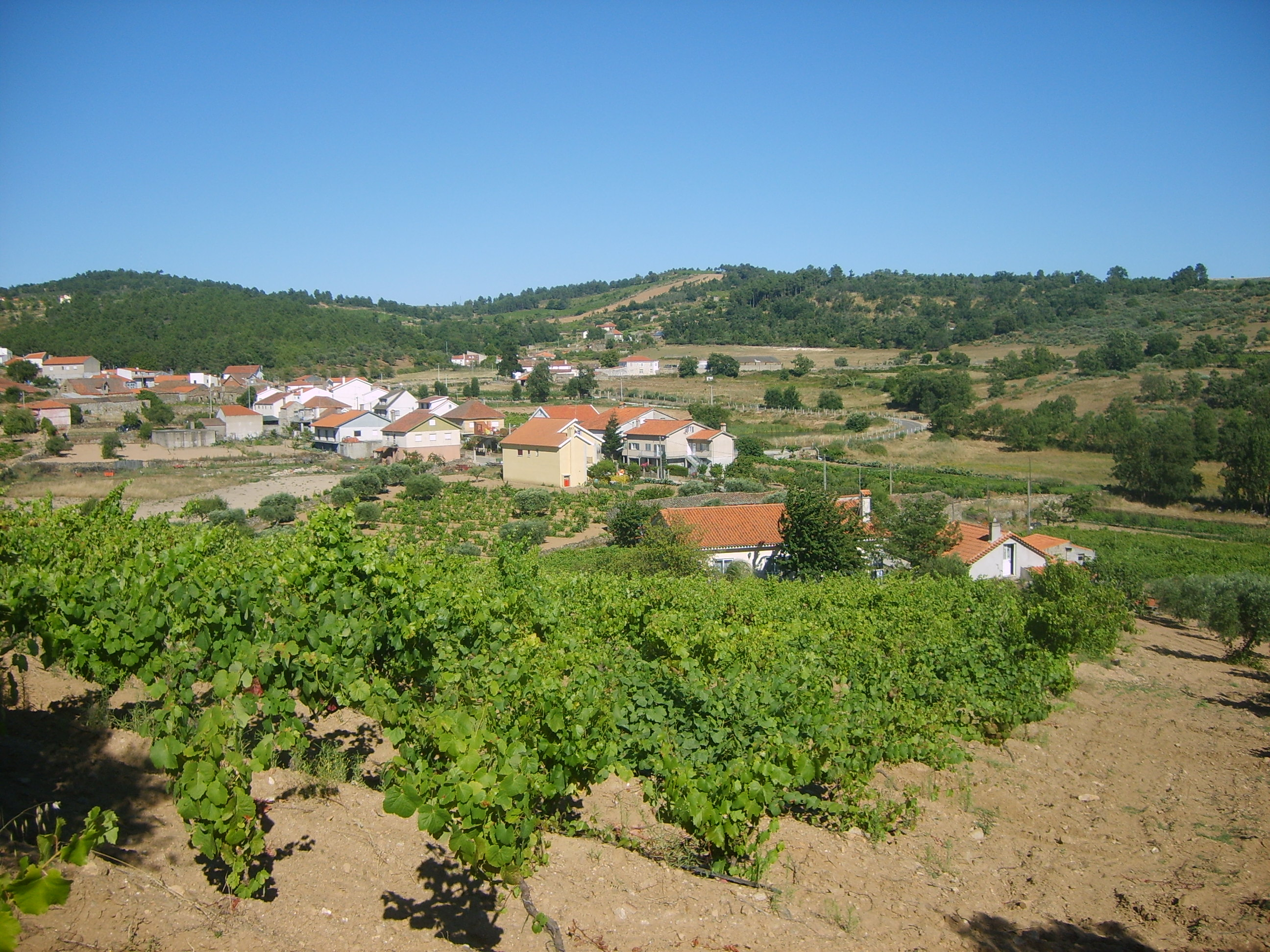
Vista de Cancelos de Baixo
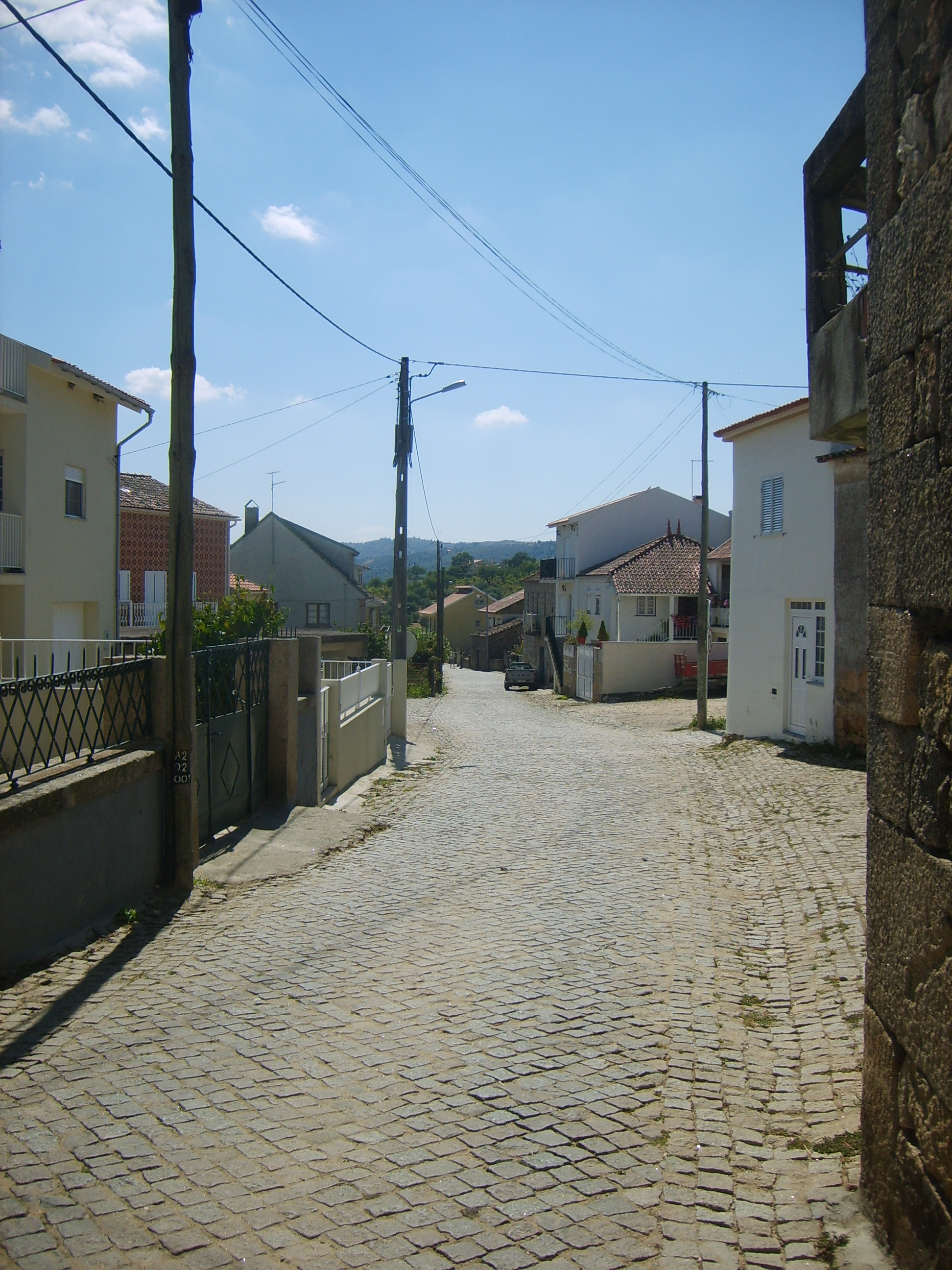
Rua Direita
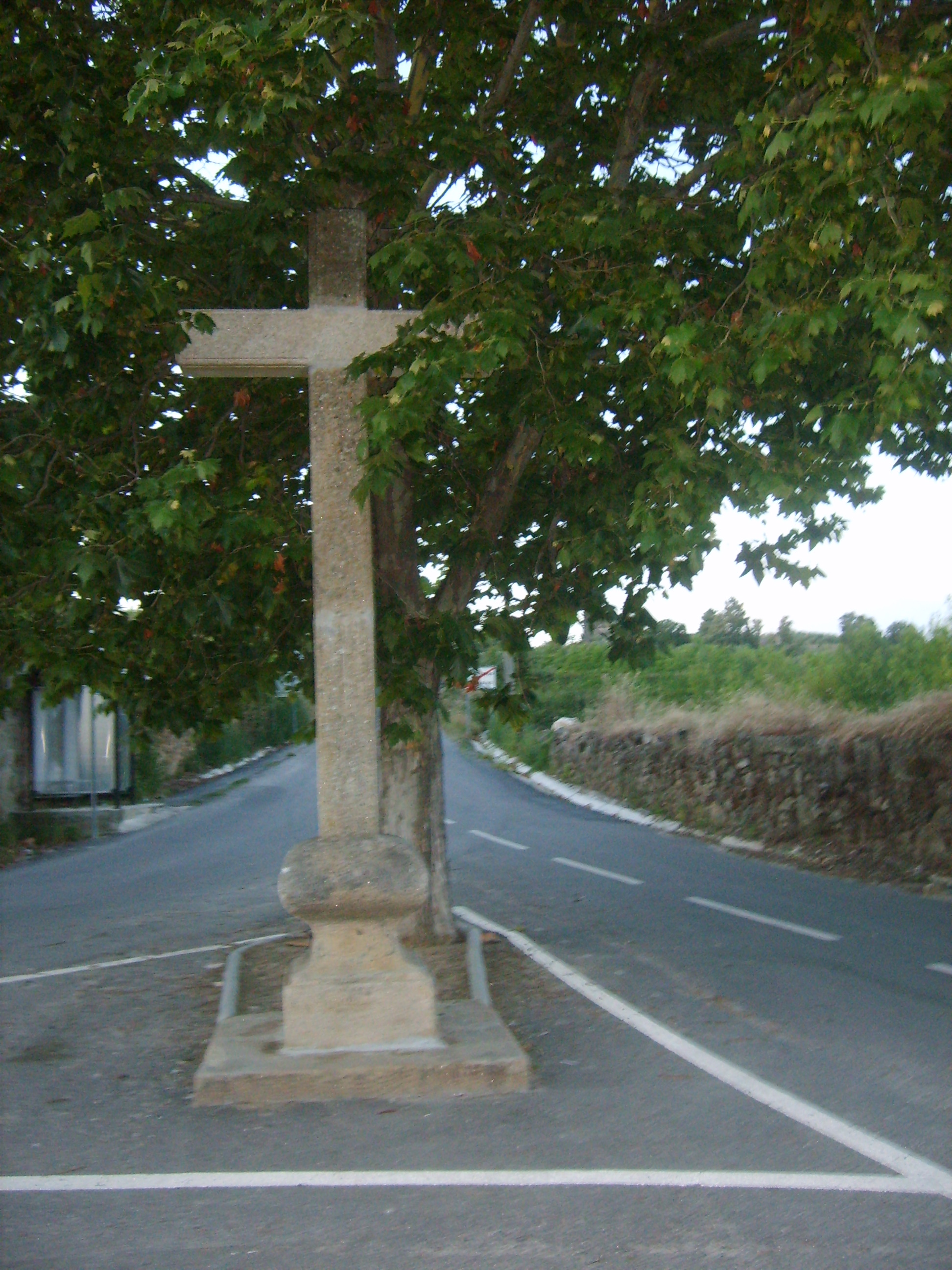
Cruzeiro dos Cancelos de Baixo
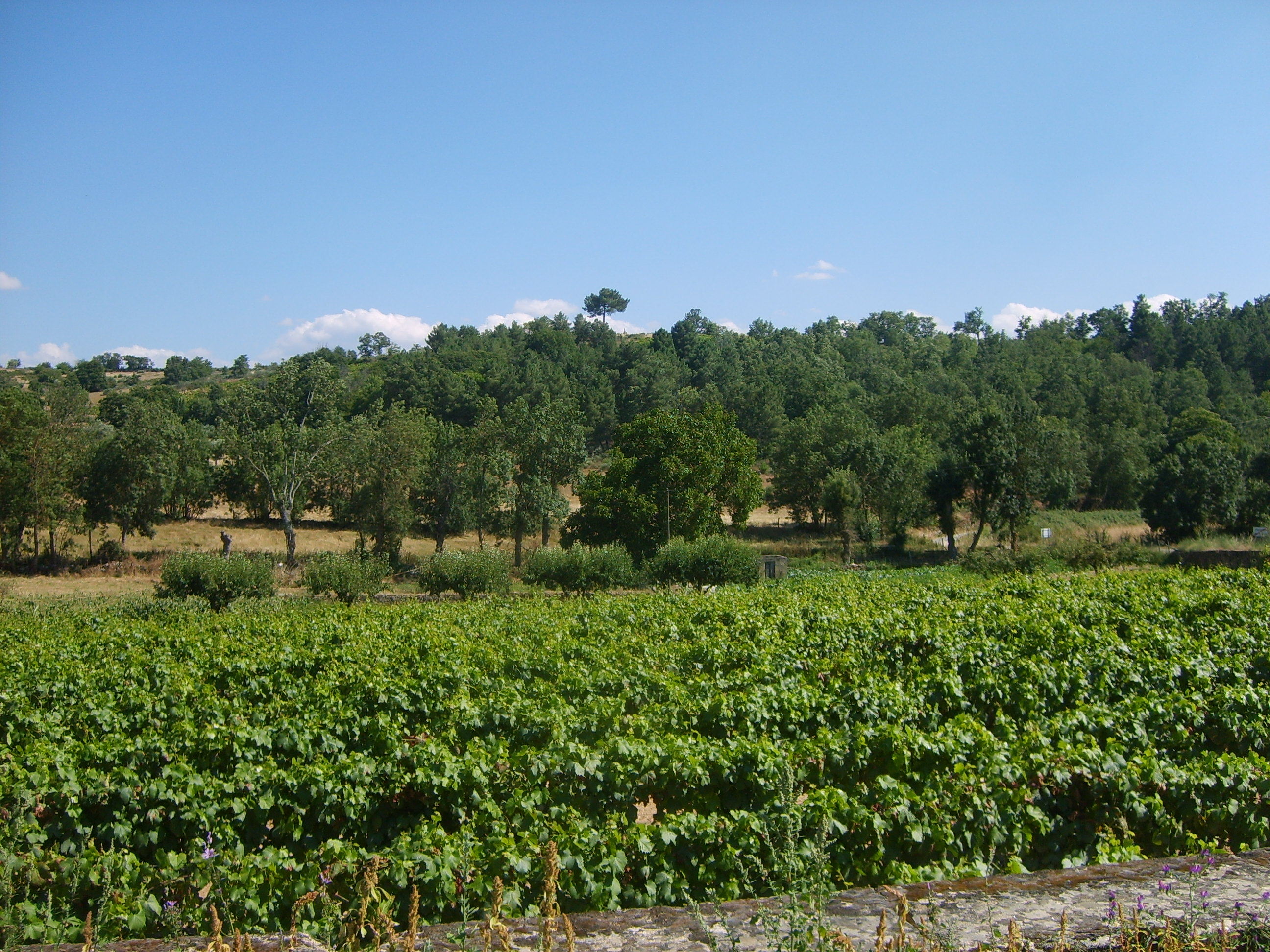
Vinhas e Floresta